# Batalla de Arsuf
La batalla de Arsuf se llevó a cabo en el contexto de la Tercera Cruzada entre las fuerzas cristianas de Ricardo Corazón de León y las musulmanas de Saladino en Arsuf, actual Israel. Las fuerzas de la Tercera Cruzada habían tomado la ciudad de Acre tras un prolongado asedio. El siguiente objetivo estratégico del ejército cristiano era asegurar la ciudad de Jaffa, lo que facilitaría su objetivo final, la reconquista de la ciudad de Jerusalén.
Luego de una serie de acosadores ataques por parte de las fuerzas de Saladino, la batalla se libró el 7 de septiembre de 1191. El ejército de Ricardo resistió exitosamente a los intentos para desarticular su cohesión hasta que los Hospitalarios rompieron filas e iniciaron una carga; Ricardo entonces comprometió todas sus fuerzas para el ataque. Reagrupó a su ejército tras su éxito inicial y los condujo a la victoria.
Tras esto, el puerto de Jaffa volvió al control cristiano y la captura de Jerusalén fue más factible.

## Antecedentes
Tras su victoria en los Cuernos de Hattin el sultán Saladino conquistó la ciudad santa de Jerusalén, Tiberíades, Acre, Arsuf, Nazaret, Séforis, Cesarea, Haifa, Sidón, Beirut, Biblos, Torón y Gaza; solamente Tiro y Ascalón le resistieron, pero quedaron cercadas por tierra. 

Avance de las huestes musulmanas y cristianas.

La respuesta a la conquista de Tierra Santa no se hizo esperar: el papa Urbano III hizo de inmediato el llamado a una nueva Cruzada. A su llamada se sumaron Ricardo I de Inglaterra, Felipe Augusto de Francia, el conde Balduino IX de Flandes y el Sacro emperador Federico Barbarroja, aunque este último murió en el río Saleph en Anatolia en junio de 1190.
El plan de los cruzados incluía la captura de las principales fortalezas costeras antes del avance hacia Jerusalén, después de capturar Acre el 12 de julio de 1191 tras dos años de asedio (durante el cual las continuas disputas entre los reyes Ricardo y Felipe llevaron a que este último volviera a su país abandonando la Cruzada) el monarca inglés se dirigió por la calzada romana que bordeaba la línea costera y que pasaba por Haifa y Arsuf a fin de no alejarse de su flota llena de suministros ya que el hostigamiento de las fuerzas musulmanas impedía el traslado seguro de aquellos por tierra.
Consciente de este continuo acoso, Ricardo formó a sus 24 divisiones (la mitad de infantería y la otra de caballería) organizadas en cinco cuerpos mayores para que estuvieran en orden de batalla durante toda la marcha. El calor y las escaramuzas hicieron a la marcha muy lenta, demorándose 19 días en avanzar cien kilómetros.
Saladino planeó emboscar a la columna enemiga el 29 de agosto pero tras ver el orden de aquella formación decidió desistir de su idea, pero finalmente ante el continuo avance de ésta optó por emboscarla, eligiendo el bosque de Arsuf, cercano a la población homónima, como el lugar propicio. Su plan consistía en que los cruzados quedaran atrapados entre su ejército y el Mediterráneo.

## La batalla
El 7 de septiembre, tras un descanso en donde está actualmente Birket-el-Ramadan Ricardo reanudó la marcha habiendo ya detectado a los exploradores de Saladino. Consciente de la cercanía del enemigo reorganizó a sus fuerzas: En la vanguardia iban los templarios con los turcopolos (arqueros montados). A continuación iban los bretones y los angevinos del rey; luego, los normandos y los ingleses. Los franceses, a las órdenes del duque de Borgoña, que cabalgaba al lado de Ricardo, estaban presentes junto a los Hospitalarios, que constituían la retaguardia. A Enrique, conde de Champaña, se le confió el flanco izquierdo del ejército para prevenir un ataque turco.
Los musulmanes habían ubicado a sus arqueros sudaneses, beduinos y turcos (a pie o a caballo) en la vanguardia, oculta entre el bosque, a los que les seguían mamelucos, sirios y egipcios que lanzaron varios ataques masivos contra la columna cruzada, que sorprendentemente resistió los continuos asaltos y la interminable lluvia de proyectiles. Los caballeros cristianos empezaron a luchar a pie y la infantería formó un muro defensivo con sus escudos.
Cuando la vanguardia llegó a los muros de Arsuf finalmente Ricardo consideró el momento oportuno de pasar a la ofensiva (aunque ya la retaguardia formada por los caballeros hospitalarios había iniciado sin autorización una carga). Ante la embestida de los cruzados armados con armaduras de metal, las ligeras tropas musulmanas rompieron filas, quedando atrapados por el bosque a sus espaldas. Finalmente tras horas de sangrienta lucha las fuerzas de Saladino pudieron retirarse del campo de batalla.

## Consecuencias
Tras esta victoria Ricardo tomo Jaffa, convirtiéndola en su base principal de operación e inicio negociaciones con Saladino pero estas fracasaron. Pero finalmente los altos costes del conflicto convencieron a ambos bandos de empezar a negociar llegándose a firmar un tratado de paz en junio de 1192. Según el acuerdo, y a pesar de la victoria militar cristiana, los cruzados conservaron finalmente solo la franja costera entre Tiro y Jaffa, la garantía de que sus territorios no sufrirían ataque alguno por tres años y la libertad de sus peregrinos de visitar Jerusalén. Chipre fue dado como feudo a Guy de Lusignan, anterior rey de Jerusalén, ciudad que permaneció en poder islámico.

## Cultura actual
La batalla de Arsuf aparece representada en el videojuego de acción-aventura Assassin's Creed, donde Robert IV de Sablé, aliado de Ricardo Corazón de León, se enfrenta a Altaïr Ibn-La'Ahad, quien logra vencerle. De la misma forma, aparece en la novela Assassin's Creed: The Secret Crusade, escrita por Oliver Bowden y basado en el videojuego.
También aparece en la versión para Nintendo DS del videojuego Age of Empires como el quinto escenario de la campaña de Ricardo I.